# ケータイ刑事 銭形愛
『ケータイ刑事 銭形愛』（ケータイでか ぜにがたあい）は、2002年10月6日から2003年3月30日までBS-iで放送されたテレビドラマ。「ケータイ刑事 銭形シリーズ」の第1作。全26話。主演は宮崎あおい。

## 概要

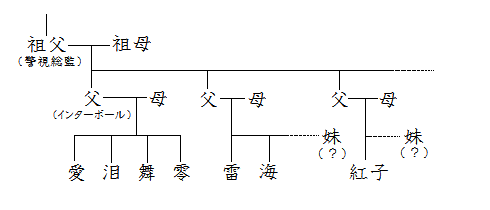
銭形家の家系図

警視総監を祖父に持つIQ180の女子高校生で、銭形四姉妹の長女・銭形愛が、携帯電話を武器に難事件を解決する刑事ドラマ。以降のシリーズに比べてコメディ要素が少なく、シリアスな推理ドラマ色が濃かった。コメディ要素は少ないものの後にシリーズの定番となっていくギャグや小ネタのベースとなるようなエピソードも多数あり色々含めてシリーズの土台を築いた作品である。
2006年公開の映画『ケータイ刑事 THE MOVIE バベルの塔の秘密〜銭形姉妹への挑戦状』には、長女・銭形愛役の宮崎あおいは既に高校を卒業していたなどの理由により出演していない。
この件に関してプロデューサーの丹羽多聞アンドリウは、「宮崎あおいちゃんは高校を卒業して、大人の女優へと成長したため」とコメントしている。
テレビシリーズ終了後に那須博之監督で映画「ケータイ刑事 銭形愛」が計画されていたが、当時那須監督が撮影していた「デビルマン -DEVILMAN-」の撮影が長引いたことなど諸事情が重なり幻に終わった。

### 特記
- 愛という名前は単純にBS-i のi（あい）から付けられた。
- 第1話のエンディングのみ、済マークではなく、「To be continued…」となっている。
- 第5話で愛の誕生日は11月3日とされている。また、BS-iホームページの銭形愛プロフィールでは11月4日と紹介されているが、オープニングのプロジェクター画面では昭和60年6月4日生、ふたご座と表示されている。
- 第25話のみ、愛の制服のタイの色が違う。これはこのエピソードがCGを多用しており、普段着用している青のタイでは、クロマキー合成処理用のブルーバックと同化し、透けてしまうためである。また、CG部分のみ4:3制作になっている。
- 柴田太郎は当初、準レギュラーであったため、第4, 6, 8, 10, 11話では登場シーンがない。また、登場してもセリフが極端に少なかった。
- 以後のシリーズでは13話ごとにDVD-BOXがリリースされているが、この作品のDVD-BOXは全26話が一括収録されている。ポスターおよびDVD-BOX 、レンタル用ビデオ・DVDのジャケットは1種類しかない（以後のシリーズでは複数ある）。

## 登場人物
キャスト
- 銭形愛：宮崎あおい
- 五代潤：山下真司
- 柴田太郎：金剛地武志
- 「警視庁から入電中」ボイス：菅原牧子

## 主題歌
- 彼女の情景（歌：オノ・アヤコ、作詞：渡辺なつみ・小野綾子、作曲・編曲：コモリタミノル）

## 放送リスト
| 話数 | タイトル                                                     | 脚本       | 演出     | 出演ゲスト等               | 初回放送日     |
| ---- | ------------------------------------------------------------ | ---------- | -------- | -------------------------- | -------------- |
| 1    | 消えた死体の謎〜トップモデル殺人事件〜                       | 林誠人     | 平野俊一 | 下川辰平 矢部美穂          | 2002年10月06日 |
| 2    | 死者からの伝言〜天才物理学者殺人事件〜                       | 福田裕子   | 三原光尋 | 伊藤淳史 濱田マリ          | 10月13日       |
| 3    | 死んだ魚の謎〜美人作家付き人殺人事件〜                       | 武田百合子 | 三原光尋 | 有森也実                   | 10月20日       |
| 4    | お面でゴメン殺人事件                                         | 岡本貴也   | 古厩智之 | 尾野真千子                 | 10月27日       |
| 5    | 消えた凶器の謎〜チューボーですよ!殺人事件〜                  | 武田百合子 | 安藤尋   | 坂上香織                   | 11月03日       |
| 6    | ステージママ・ダブルブッキング殺人事件                       | 福田裕子   | 鈴木浩介 | 岡本麗                     | 11月10日       |
| 7    | ハートのエース殺人事件                                       | 岡本貴也   | 鈴木浩介 | 諏訪太郎 森下能幸          | 11月17日       |
| 8    | 第49号容疑者 銭形愛                                          | 田中江里夏 | 安藤尋   | 眞島秀和                   | 11月24日       |
| 9    | 歯で弾丸を受け止める男〜ネタバレマジシャン殺人事件〜         | 林誠人     | 酒井聖博 | 大沢樹生 斉藤暁            | 12月01日       |
| 10   | 大きな古時計の謎〜代議士殺人事件〜                           | 武田百合子 | 酒井聖博 | 山崎一                     | 12月08日       |
| 11   | そんな執事に騙されて殺人事件                                 | 岡本貴也   | 三原光尋 | 山中聡 谷津勲              | 12月15日       |
| 12   | サンタが街にやってきた〜クリスマス誘拐事件〜                 | 武田百合子 | 松田礼人 | 嶋大輔                     | 12月22日       |
| 13   | カメラはみていた！ワンシーン・ノーカット〜BS-i連続殺人事件〜 | 林誠人     | 平野俊一 | 有坂来瞳 西川忠志 岩橋道子 | 12月29日       |
| 14   | どすこい！フンドシ湯けむり殺人事件                           | 岡本貴也   | 松田礼人 | 中島ひろ子                 | 2003年01月05日 |
| 15   | 五代刑事、人生最悪のバースデー〜なぞなぞ爆弾事件〜           | 渡邉睦月   | 安藤尋   | 小松和重                   | 1月12日        |
| 16   | 小学生検事VS銭形愛〜文芸評論家殺人事件〜                     | 渡邉睦月   | 安藤尋   | 木村靖司                   | 1月19日        |
| 17   | 相手が必ず死ぬ女〜お見合い殺人事件〜                         | 武田百合子 | 酒井聖博 | 井上晴美                   | 1月26日        |
| 18   | 走れ、五代！〜銭形愛誘拐事件〜                               | 福田裕子   | 酒井聖博 | 林和義 小林正寛            | 2月02日        |
| 19   | みんなは聴いていた〜ラジオ公開生放送殺人事件〜               | 渡邉睦月   | 及川中   | 渡辺哲                     | 2月09日        |
| 20   | 聴くと必ず死ぬレコード〜呪いの賛美歌殺人事件〜               | 渡邉睦月   | 古厩智之 | 大浦龍宇一 松澤一之0       | 2月16日        |
| 21   | ベルリンの壁殺人事件                                         | 岡本貴也   | 及川中   | 小橋めぐみ                 | 2月23日        |
| 22   | ひな人形連続殺人事件                                         | 福田裕子   | 松田礼人 | 長谷川真弓 伊佐山ひろ子    | 3月02日        |
| 23   | 姿なき犯罪者〜凡才柳沢教授の生活〜                           | 福田裕子   | 鈴木浩介 | 柳沢慎吾                   | 3月09日        |
| 24   | 死のダブル役満〜白い麻雀牌殺人事件〜                         | 岡本貴也   | 田沢幸治 | 川越美和 新井康弘          | 3月16日        |
| 25   | スーパー五代、遂に登場!!〜連続ヴァーチャル殺人事件〜         | 渡邉睦月   | 鈴木浩介 | 谷川昭一朗                 | 3月23日        |
| 26   | さらば相棒〜五代刑事殺人事件〜                               | 林誠人     | 酒井聖博 | 原久美子 中丸新将          | 3月30日        |

※日付はBS-TBS における初回放送日。

## DVD
ケータイ刑事 銭形愛 DVD-BOX
- DVD-Video 五枚組
- 規格番号: BBBJ-9069
- 2003年5月22日発売
- 初回特典: 銭形愛携帯ストラップ
- 発売元: TBS
- 販売元: 株式会社ハピネット・ピクチャーズ